# Sojuz TM-6
Sojuz TM-6 (ryska: Союз ТM-6) var en flygning i det sovjetiska rymdprogrammet. Flygningen gick till rymdstationen Mir. Det var den fjortonde flygningen i Interkosmos-serien. Farkosten sköts upp med en Sojuz-U2-raket från Kosmodromen i Bajkonur den 29 augusti 1988. Farkosten dockade med rymdstationen den 31 augusti 1988.
Den 8 september 1988 flyttades farkosten från Kvant-1-modulens dockningsport till stationens främre dockningsport.
Farkosten lämnade rymdstationen den 21 december 1988. Några timmar senare återinträdde den i jordens atmosfär och landade i Sovjetunionen.